# 新権威主義
新権威主義（しんけんいしゅぎ、簡体字: 新权威主义; 拼音: xīn quánwēi zhǔyì）、または新保守主義は、中華人民共和国の政治思想潮流であり、その一部は中国共産党に採用されている。新権威主義は、権威主義的な社会主義国の政治体制と市場経済の両立（社会主義市場経済、 権威主義的社会主義、権威主義的資本主義、国家資本主義）を支持するため、たとえ支持者がそれを公式的に「マルクス主義理論」と呼ぶとしても、保守的であると見なすことができるとされる。
ロシアの自由化・民主化の失敗とシンガポールの台頭により、新保守主義が中国共産党に浸透した。最も有名な例は、1980年代のイデオロギー界の中心人物であり、1990年代から中国共産党総書記である江沢民・胡錦涛・習近平の側近を務めた上海の知識人、王滬寧である。
当初、この思想は広く受け入れられていた。しかし、1989年に発生した六四天安門事件により、自由主義者と新権威主義者の間、さらには南派新権威主義と北派新権威主義の間で激しい対立が生じた。
習近平政権下では、香港国家安全法を正当化する強世功ら新権威主義者に見られるカール・シュミットの影響の大きさが指摘されている。中国や海外の学会では、1970年代からの中国でのテクノクラシーの台頭を新権威主義と関連付ける議論もされている。

## 歴史的背景
一部の学者は、1980年代の新権威主義や1990年代の新保守主義の思想潮流を、20世紀前半の中国思想界における「民主と独裁」および「中国の近代化モデル」をめぐる三度の論争に遡ることができると考えている。第一の論争は、1910年代における楊度の「君主救国論」と孫中山の「共和制」との間で繰り広げられた君主制と共和制に関する論争である。第二の論争は、1930年代に丁文江や蔣廷黻ら独裁派と、胡適や張若奚ら民主派の間で行われた「民主と独裁」をめぐる論争である。第三の論争は、1940年代における雷海宗や林同済ら「戦国策派」と、艾思奇や羅隆基ら民主派との対立である。新保守主義の代表的人物である蕭功秦は、自らが厳復、梁啓超、康有為、そして後期の章太炎といった清末保守派の影響を受けたことを述べている。
1978年の中国共産党第11期中央委員会第3回全体会議の後、鄧小平が中国の実質的な最高指導者となり、改革開放を推進した。毛沢東の死後、中国は実務的な経済政策を重視し、より多様な戦略を採用して経済発展を図るようになった。1982年までに鄧小平による市場改革の成果はますます顕著となり、それに伴い当時の中国政府はより急進的な改革政策を導入した。このより急進的な改革は、中国政府が従来の新経済政策（経済レーニン主義）を放棄し、市場社会主義を導入したことを示していた。
経済発展とともに、中国の政治情勢も変化した。何漢理ら一部の学者は、この時期の中国の変革を「全体主義から協議型権威主義体制への移行」と見なしている。政治改革の目標の一つは、「エリート政治の正常性と統一性を回復し、毛沢東時代後期の長期的不安定を終わらせ、より秩序ある指導層の継承プロセスを確立すること」であった。政治改革が進むにつれ、一部の自由主義者が指導層に加わり、イデオロギーの統一性は次第に低下していった。

## 思想的起源
権力の分権化は、毛沢東が文化大革命を発動した時期からすでに存在していたが、鄧小平政権下でさらに加速した。1994年、鄭永年は新権威主義の立場から「鄧小平の初期改革は、権力を地方政府レベルに分権化し、さらに各企業へと移譲しようとした……しかし、この試みは……地方政府の権限拡大と衝突し、彼らは個々の企業が利益を保持することを望まず、さらには中央政府と利益配分をめぐって交渉し始め、企業の意思決定権を奪おうとした。このような干渉は、工業発展から利益を得ようとする改革の試みを抑制し、結果的に権力の分権化が……かえって改革の進展を制約することになった。」と述べている。
中国政府は1986年12月から「資産階級自由化に旗幟鮮明に反対せよ」を提唱したものの、新権威主義と自由主義をめぐる論争は1988年から学術界で活発になった。。1988年前半に呉稼祥が執筆した論文「萌芽と移植：個人所有権成長の歴史的道筋（中国語: 萌芽与移栽：个人所有权成长的历史道路）」は、中国政府が新権威主義に関心を寄せるきっかけとなった。呉はこの論文で、「イギリスの近代化の最初の監護者は意外にも国王であり、一夜にして百の城塞を取り壊した驚くべき行為が、イギリス近代化の礎を築いた」と指摘し、それゆえ「民主主義と自由が『結婚』する前に、専制と自由の『恋愛』があった。もし民主主義が自由の生涯の伴侶であるならば、専制は自由の結婚前の『恋人』である」と論じた。
当時、中国本土の新権威主義の潮流には、北京を中心とする北派（呉稼祥、張炳九）と、上海を中心とする南派（蕭功秦、王滬寧）という二つの派閥が存在していた。両派はともに市場経済の優先発展と、近代化を目指す強力な権威政治の確立を支持していたが、その主張には違いがあった。北派は新たな権威を確立することで思想的な障害を排除し、西側の制度を行政手段によって人為的かつ迅速に中国へ導入することを主張した。一方、南派は市場制度や政治体制を機械的に移植することは、中国の経済・政治・社会生活の深刻な混乱を招き、結果として政治的急進主義がこの近代化改革を主導する政府の権威を急激に失わせると考えた。北派は急進的な経済自由主義の一形態にすぎないと見なされるのに対し、南派は新保守主義の範疇に属し、政治的・経済的急進主義に反対する立場をとった。
趙紫陽の回想によると、1988年に彼が鄧小平に対して「現在、新権威主義というものがあります。これは、ストロングマンが情勢を安定させ、経済を発展させるという考え方です」と語ったところ、鄧小平は「私はまさにその主張をしている。しかし、その言葉を使う必要はない」と答えたという。

## 北派新権威主義
この思想の多くの要素は、サミュエル・P・ハンティントンの理論に由来している。ハンティントンは、ポスト共産主義の東欧諸国のエリートは漸進的な改革案を採用すべきだと考え、これを「新権威主義」と称した。彼は積極的な近代化理論を否定しつつも、社会主義市場経済よりも速い改革の道筋を示したため、趙紫陽の周囲にいた政策立案者の間で高く評価された。
呉稼祥は趙紫陽の助手であり、両者の関係は非常に良好だった。本質的に言えば、呉稼祥の見解は栄剣とハンティントンの理論を折衷したものだった。ハンティントン『変革期社会の政治秩序』では、経済発展（近代化）を独立した単純変数として政治領域に適用することを否定している。ハンティントンは、民主主義は制度化と政治的安定を前提とするものであり、民主化や経済変革は政治的安定に圧力をかけ、場合によっては破壊する可能性があると考えた。彼によれば、政治制度を評価する基準は、その秩序を維持する能力にある。1960年代の著作では、アメリカとソ連の両方を同等に評価しており、ソ連は社会的公正の面では不十分かもしれないが、強力な統制措置によって政治的不安定を補っていると指摘した。
1980年代末、毛沢東思想の多くの理論は放棄され、改革開放の影響を受けて、多くの人々は中国が直接資本主義社会に移行する可能性があると考えていた。しかし、栄剣、呉稼祥などの知識人を含む一部の人々は、中国が「新権威主義」へと進む可能性もあると考えた。すなわち、改革意識を持ったエリートたちが強力な政府を構築し、改革を進めるというものである。言い換えれば、これは「慈悲深い独裁」とも言える。
新権威主義は独裁を行う計画ではあるが、それでも中国人の中で比較的進歩的な反対者でさえ、新権威主義が自由市場を先に確立し、その後に民主制度を構築することが可能だと考えていた。最終的には、民主主義は自由市場と共存するだろうと考えられ、これが新権威主義が完全に受け入れられなかった理由の一つでもある。
新権威主義は一定程度マルクス主義に基づいているが、毛沢東思想やハンティントンの理論とは異なる点がある。新権威主義は経済改革を政治改革の条件と見なすが、毛沢東思想では一般的に両者は相互促進の関係にあるとされている。しかし、下部構造が上部構造を規定するという考え方に対して中国政府が疑問を抱いていることが、新権威主義に一定の合法性を与えた。
吳稼祥も市場が民主主義の必要条件であると認めている。市場は公共の政策決定を減少させ、それによって政治的権利を求める人々の数を減らし、政治的行動の「コスト」を削減する。国家には集権的傾向が存在するものの、政治と経済の分離は更なる権限分散の基盤を築き、専制を否定することにつながる。また、市場は利益を明確にし、「責任」を増加させ、民主政治以前の政治的贈収賄問題を減少させる。一方で、もし市場経済が存在しない、あるいは混合経済であるならば、多くの人々が政治的職位を求め、政治的行動の「コスト」が高くなり、効果的な協議が困難になり、最終的には政治行動が過剰になる。この問題を避けるため、発展した市場を持たない国家には必然的にストロングマンによる政治と高度な中央集権が存在する。

## 南派新権威主義から新保守主義への変貌
政治における集権と経済における分権を主張する北派新権威主義は、天安門事件後次第に支持を失った。しかし、1992年までに、北派新権威主義は亡命者の間で一定の影響力を持ち、亡命知識人や学生はこれを自由民主主義の即座実施に代わる案として支持していた。関連する実践は、ソ連のゴルバチョフが行った施策とも類似していた。
外界の評論は、「北派新権威主義」の吴稼祥らが「新権威」という言葉を趙紫陽に当てはめたことに政治的野心があるとし、それが鄧小平の不満につながったと指摘している。天安門事件において、南派と北派の両新権威主義は全く異なる態度を示した。何漢理は、「六四清場」後、北派新権威主義が民衆の政治参加問題を回避したことが趙紫陽とともに失脚した原因であると考えている。また、何はその後、新権威主義が新保守主義へと変貌したと述べている。新保守主義は政治と経済の両面で集権化を進め、民衆に共通の道徳的価値観を提供することを主張する:637–9:33。新保守主義者はまた、急進的な政治改革に反対し、独裁的かつ漸進的な方法で近代化を達成する必要があると考える。
20世紀90年代の新保守主義は、80年代末の南派新権威主義から発展したもので、当時の政治的および経済的な急進主義とは対立していた。彼らは、近代化を進める過程で、適切な形で政府がマクロコントロールを強化し、官倒（官僚による不正取引）、腐敗、社会犯罪を厳しく取り締まり、社会秩序を安定させ、その悪化を防止するべきだと主張した。天安門事件と東欧革命、ソビエト崩壊は南派の先見の明を証明した。90年代初頭には、南派新権威主義が「新保守主義」の旗印を掲げるようになった。

アジア四小龍のGDP成長（1960年 - 2014年）

ロシアの自由化・民主化の失敗と、権威主義体制であるシンガポールの台頭に伴い、新保守主義は中国共産党内部にも浸透していった。最も著名な例は、上海出身の知識人である王滬寧である。王は20世紀80年代の思想界の重要人物であり、その後の10年間にわたり、中国共産党総書記である江沢民の親しい顧問として、新保守主義者たちはこの時期に江の庇護を受けた。
傅士卓は、1989年の弾圧を無視しても、政府は農業部門の問題を根本的に解決するための資源を欠いており、保守派と改革派の間の駆け引きが実際の政策に費やされる時間を大幅に短縮したと記述している。1994年に鄭永年は、資本主義が公共領域と私的領域を厳格に区別することで国家権力の抑制を図ると考え、自由派知識人は経済成長が中央集権国家の崩壊を必然的にもたらすと主張し、新保守主義は自由派の見解と正反対であると述べている。また、鄭は「本物の市場経済を導入するためには、北京は企業を地方政府の干渉から解放し、インフラへ投資に用いる資金を再び制御しなければならない。多くの著者が提案するように、国家はまず再び中央集権化を進めなければ、地方分権を深化させることはできない」とも記している。
新保守主義者は依然として民主主義を長期的な目標として掲げていたものの、彼らは天安門事件が彼らの強い国家主義的主張を証明したと考えた。また、彼らは中国がアジア四小龍のモデルに従って経済を発展させるべきだとし、ハンティントンの思想を引き続き取り入れている。ハンティントンが民主主義の制限を支持する外国人であったにもかかわらず、その見解は新保守主義者にとって価値があるものと見なされた。
社会批評家であり異見分子である劉暁波は、中国共産党の保守化は天安門事件への対応であると考えた。新保守主義に加えて、保守主義そのものも毛沢東主義左派の台頭と共に復興した。
1992年、『中国青年報』に掲載されたソビエト崩壊を受けての記事「ソ連激変後の中国の現実的対応と戦略的選択（中国語: 苏联巨变之后中国的现实应对与战略选择）」は、新保守主義の重要文書とされる:58。この記事では、ソビエト崩壊の根本原因を「空想的資本主義」とし、「党の建設の最優先事項は、革命党から統治党への転換であり、破壊的な理論を現代化建設の指導に用いてはならない」と述べている:59。記事の中では「中国の社会主義意識形態の正当性は主に二つの源に基づいている。一つは『十月革命の砲音が中国にマルクス主義を届けた』こと、もう一つは毛沢東が提唱した『山村のマルクス・レーニン主義』、つまり『中国の特色ある社会主義』であり、これが中国が1960年代以降ソ連と対抗できた力の源泉である」と述べている:60。
江沢民総書記の任期中、新保守主義者たちは中国政府から支援を受け、江の「三つの代表」重要思想は一部の学者によって「穏健的新保守主義」と見なされた。新保守主義の理論家である蕭功秦は「強力な管理下での緩慢な転換」を支持していた:53。もう一人の著名な理論家である王王滬寧は:637、後に中国共産党中央政治局常務委員及び全国政治協商会議主席に任命され、習近平総書記を補佐する立場に就いた。

## 社会主義的要素の復活
新権威主義の急進的な市場化はしばしば鄧小平理論と比較されるが、鄧小平理論はそれほど急進的ではなく、鄧は国家が経済を引き続き管理することを主張した。
中国のレーニン主義経済モデル、または中国式の新経済政策は1982年には放棄されていたが、その初期段階では中国において私有化の試みはほとんどなかった。新権威主義者は、急速な工業化が農村における私有制と商業の発展を促すと考え、市場社会主義ほど工業発展を指揮できるものはないと考えていたが、集団化解除の過程は非常に緩慢であった。1970年代に生産責任制の主要任務が完了した後も、農業体制は基本的にはほとんど変わらなかった。
鄧小平の死は、江沢民の新保守主義的政策における最後の制約を取り除いたように見えた。しかし、実際には市場経済の成果は良好であり、中国政府は新権威主義的政策を実行するだけの強大な力を持っていたにもかかわらず、社会における失業問題が政権の安定に影響を及ぼすことを避けるために、大規模な計画が必要とされていた。東欧革命を鑑みて、共産党は実際には新権威主義よりも現実的なアプローチを採用した。
物価自由化が明らかに実行可能であると見なされ、1996年以降、中国共産党は物価自由化を達成するための大規模な計画を実施し始めた。一部の論者は、1990年代以降の社会ビジョンは依然として保守派の陳雲が提唱したものであり、ジョン・ローマーの観点に類似した市場社会主義のようであると指摘している。このビジョンは、物価自由化が終了した2003年まで続いた。また、物価自由化は「1980年代の政策の延長に過ぎない」と見なされ、「市場社会主義」は計画経済の計算問題や株式制の不平等を回避する経済体系として評価されている。
物価自由化と経済改革は確かに中国に高速な経済成長をもたらしたが、それは1980年代末のインフレーションを引き起こし、他の要因と相まって1980年代の中国民主化運動の発展および1989年の六四天安門事件につながった。これ以降、依然として旧左派を惹きつけるレーニン主義経済モデルに加え、市場社会主義に反対する新左派思想も登場した。新左派の学者である王紹光は分権と貧富の差に反対する強力な論拠を提供し、崔之元は毛沢東の『鞍鋼憲法』を基に職場民主主義を実施することを主張した。一方で、中国の民族主義者である何新は、世界銀行が強制する新自由主義の試みを文化帝国主義として描き、この体系を受け入れることは自殺行為だと述べている。また、中国指導部は議会制、司法の独立、メディアの独立を私有制の根幹部分と見なし、それらを宣伝しているため、中国においてこれらの制度の魅力は部分的に失われた。

## 後継
中国が採用した政策は、経済の高度成長を維持しながら政治的安定も保つことができ、これにより多くの学者は権威主義体制が迅速かつ安定した経済成長に果たす役割を認識するようになった。中国政府は依然として民主化を長期的な目標と見なしているが、経済成長こそが近代化の最優先事項とされている。
鄭永年は1994年の記事で、「安定した政治体制を維持し、行政権力を強化して、市場成長に有利な条件を提供すべきだ。もしこれらの条件がなければ、どんなに『改革』も『開放』も実行不可能である……安定はすべてに優先し、政治改革の前提条件は経済成長に非常に有利な条件を提供できることだ……もし安定した政治環境がなければ、発展は不可能であり、『門戸開放』も尚更ありえない。したがって、政治改革や民主化が安定を破壊するならば、それらを実施する意味はない。言い換えれば、我々は専制的であっても安定した政権を選ぶほうがよい」と述べている。
鄧小平は1987年に、「なぜ我々は学生の騒動をこれほど厳しく、迅速に処理したのか？それは中国がもうこれ以上、動転し、動乱するわけにはいかないからだ。すべては大局を考えて行動しなければならない。中国の発展にとって最も重要なのは、政治の安定だ」と説明している。また鄭は、中国政府の圧倒的な実力を鑑みるに、中国が民主化を実現した場合、それは内部闘争によるものではなく、上層のエリートが社会に対して与える形になるだろうと考えている。
2018年の研究によると、中国には現在、新保守主義／新権威主義、新左翼、新儒家、自由主義という4つの主流イデオロギーが存在しているという。

## 評価
「新権威主義」の高まりの中で、黄万盛、栄剣、于浩成、遠志明など民主派からの反対の声も非常に強かった。栄剣は学術的議論の中で、自分の以前の見解に反対し、新保守主義と新権威主義は後退的思想であるとし、多党制を支持する姿勢を示し、この問題に関する新聞記事で有名になった。
呉稼祥が挙げた批評者のリストはさらに長く、曹思源、陳新権、丁宁宁、杜汝楫、范忠信、冯英子、高光、高放、顧昕、戈揚、郭苏建、黄万盛、黄秋耘、胡绩伟、韩树英、韩水法、姜先星、李沢厚、李盛平、李景鹏、李一蠡、厉以宁、黎鳴、劉暁波、劉東、刘在平、吕英寰、罗子桂、秦晓鹰、栄剣、邵燕祥、孙立平、沈大德、王器、王若水、王逸舟、万润南、吴廷嘉、吴知伦、肖国亮、谢云、谢泳、徐葵、许良英、遠志明、杨春贵、岳麟章、严家其、于浩成、张显扬、张晓刚、张绪文、張宗厚、张明澍、鄭永年、周文彰らが名を連ねる。
謝志浩によれば、北派新権威主義と民主派との争いは「穏健民主派」と「過激民主派」の争いであり、両者は中国人民大学の800人規模の大ホールで大論争を繰り広げ、副学長の謝韜がその司会を務めた。
カナダの華人社会学者の趙月枝は、新権威主義者たちが改革過程での経済危機を避けるために独裁を試みていると考えている。。バリー・ソートマンは、新権威主義が「中国革命前の指導者」の見解と「現代の第三世界のストロングマン」の見解を反映しており、この議論は西洋の保守主義と自由主義の争いに似ていると述べ、蘇紹智の「中国に今必要なのは強硬な自由派の指導者である」という言葉をもって彼の分析の結論とした。
李成
とリン・ホワイトは、新権威主義が真理標準大討論後の1980年代に登場したテクノクラートと共鳴していると考えた。何漢理は、新権威主義への批判はその「旧式」の制度とカリスマ的指導者を支持する点に集中すると考えている。

## 代表的な学者
- 王滬寧 - 中国の発展にはストロングマンによる開発独裁的な権威主義体制が必要と主張する「新権威主義」の代表的な論客であり[55][56]、中国共産党上海市委員会宣伝部の注目を得て、第13回全国代表大会以降、党の重要理論の起草に関わることなる。
- 強世功（中国語版）
- 蕭功秦